# Amani Hooker
Amani Corvelle Hooker (geboren am 14. Juni 1998 in Minneapolis, Minnesota) ist ein US-amerikanischer American-Football-Spieler auf der Position des Safeties. Er spielte College Football für die University of Iowa und steht seit 2019 bei den Tennessee Titans in der National Football League (NFL) unter Vertrag.

## College
Hooker besuchte die Park Center Senior High School in Brooklyn Park, einem Vorort von Minneapolis in Minnesota. Dort spielte er erfolgreich auf mehreren Positionen Football und auch Basketball. Ab 2016 ging er auf die University of Iowa, um College Football für die Iowa Hawkeyes zu spielen. Bereits als Freshman kam Hooker in allen 13 Partien zum Einsatz, spielte aber vor allem in den Special Teams. Nach einer überzeugenden Leistung in seinem ersten Spiel als Starter gegen die Penn State Nittany Lions sah er in seiner zweiten Spielzeit mehr Einsatzzeit, insgesamt kam er 2017 auf 56 Tackles und zwei Interceptions, dabei gelang ihm ein Interception-Return-Touchdown. In der Saison 2018 war Hooker Stammspieler und wurde in einer Outside-Linebacker/Safety-Hybridrolle eingesetzt. Dabei erzielte er 65 Tackles sowie vier Interceptions und konnte sieben Pässe abwehren. Hooker wurde in das All-Star-Team der Big Ten Conference gewählt sowie als Defensive Back of the Year in der Big Ten ausgezeichnet. Nach der Saison gab er seine Anmeldung für den NFL Draft bekannt.

## NFL
Hooker wurde im NFL Draft 2019 in der vierten Runde an 116. Stelle von den Tennessee Titans ausgewählt. In seinen ersten beiden Spielzeiten für die Titans kam er als Ergänzungsspieler jeweils in allen 16 Partien der Regular Season zum Einsatz. In der Saison 2020 gelangen Hooker vier Interceptions, zudem konnte er acht Pässe verteidigen. Nach dem Abgang von Kenny Vaccaro rückte Hooker in der Saison 2021 neben Kevin Byard in die Stammformation auf. Wegen einer Fußverletzung, die er sich am ersten Spieltag zuzog, verpasste er vier Partien, am siebten Spieltag musste er wegen Leistenproblemen ein weiteres Spiel aussetzen. In seiner ersten Saison als Stammspieler erzielte er 62 Tackles und fing eine Interception. In der Divisional Round der Play-offs gelang Hooker beim Stand von 9:16 gegen die Cincinnati Bengals nach einem von Bengals-Runningback Samaje Perine abgefälschten Pass eine Interception, durch die Tennessee wenig später ausgleichen konnte. Allerdings ging das Spiel letztlich mit 16:19 verloren.
Kurz vor Beginn der Saison 2022 einigte Hooker sich mit den Titans auf eine Vertragsverlängerung um drei Jahre im Wert von über 33 Millionen US-Dollar. Er verpasste acht Spiele seiner vierten Spielzeit in der NFL verletzungsbedingt.

### NFL-Statistiken
| Saison                             | Saison | Spiele | Spiele      | Tackles | Tackles | Tackles | Tackles | Interceptions | Interceptions | Interceptions | Interceptions | Interceptions | Interceptions | Fumbles | Fumbles |
| Jahr                               | Team   | Spiele | als Starter | Gesamt  | Solo    | Ast     | Sacks   | PD            | INT           | Yds           | Lng           | TD            | FF            | FR      | Yds     |
| ---------------------------------- | ------ | ------ | ----------- | ------- | ------- | ------- | ------- | ------------- | ------------- | ------------- | ------------- | ------------- | ------------- | ------- | ------- |
| 2019                               | TEN    | 16     | 0           | 20      | 15      | 5       | 0,0     | 0             | 0             | 0             | 0             | 0             | 0             | 0       | 0       |
| 2020                               | TEN    | 16     | 3           | 51      | 35      | 16      | 0,0     | 8             | 4             | 11            | 6             | 0             | 0             | 0       | 0       |
| 2021                               | TEN    | 12     | 12          | 62      | 38      | 24      | 0,0     | 4             | 1             | 21            | 21            | 0             | 1             | 0       | 0       |
| 2022                               | TEN    | 9      | 9           | 46      | 39      | 7       | 0,0     | 3             | 1             | 0             | 0             | 0             | 1             | 1       | 0       |
| 2023                               | TEN    | 13     | 13          | 85      | 69      | 16      | 0,0     | 7             | 1             | 10            | 10            | 0             | 1             | 1       | 0       |
| 2024                               | TEN    | 14     | 14          | 71      | 47      | 24      | 0,0     | 9             | 5             | 68            | 30            | 0             | 2             | 0       | 0       |
| Gesamt                             | Gesamt | 80     | 51          | 335     | 243     | 92      | 0,0     | 31            | 12            | 110           | 30            | 0             | 5             | 2       | 0       |
| Quelle: pro-football-reference.com |        |        |             |         |         |         |         |               |               |               |               |               |               |         |         |